# Mycetoporus bruckii
Mycetoporus bruckii är en skalbaggsart som först beskrevs av Pandellé 1869.  Mycetoporus bruckii ingår i släktet Mycetoporus, och familjen kortvingar. Enligt den svenska rödlistan är arten otillräckligt studerad i Sverige. Arten förekommer i Svealand. Artens livsmiljö är våtmarker, skogslandskap.